# 紧萼凤仙花
紧萼凤仙花（学名：Impatiens arctosepala）为凤仙花科凤仙花属下的一个种。

## 扩展阅读
- 維基物種上的相關：紧萼凤仙花